# 相馬芳枝
相馬 芳枝（そうま よしえ、1942年〈昭和17年〉 - ）は、日本の化学者。学位は、工学博士（京都大学・1977年）。神戸大学大学院自然科学研究科教授を経て、神戸大学特別顧問。国連世界化学年（2011年）に表彰された世界の女性化学者23名で唯一の日本人。

## 略歴
山口県生まれ。大阪府立東淀川高等学校卒業。1965年（昭和40年）神戸大学理学部化学科卒業、通産省大阪工業技術試験所（現産業技術総合研究所）入所。
1977年京都大学より工学博士の学位を取得。1978年米国カリフォルニア大学博士研究員。1993年（平成5年）フランス国立科学研究センター（CNRS）客員教授併任。1997年神戸大学大学院自然科学研究科教授併任。2007年神戸大学特別顧問。2008年日本化学会フェロー。2012年産業技術総合研究所名誉リサーチャー。

## 人物
2001年から2003年まで日本化学会の理事を務めた際、2002年日本化学会で男女共同参画推進委員会を立ち上げ、初代委員長として活躍。理工系の女性研究者を増やすため、応用物理学会や日本物理学会などと連携し、約100の学協会から成る一般社団法人男女共同参画学協会連絡会を発足・運営。2004年連絡会の第3期の委員長も務めた。

## 主な業績
- 銅、銀カルボニル触媒の発見と第三級カルボン酸の常温常圧合成法の研究[2]
- 地球の温室効果防止のための二酸化炭素再資源化の研究[2]

## 受賞歴
- 1986年（昭和5年） - 猿橋賞
- 1989年（平成元年） - 有機合成化学協会賞
- 1993年 - 工業技術院長賞
- 1999年 - 兵庫県科学賞。山口県科学技術振興奨励賞
- 2000年 - 科学技術庁長官賞
- 2001年 - 触媒学会賞
- 2002年 - 日本化学会学術賞
- 2011年 - 世界化学年女性化学賞[6]、神戸大学学長特別表彰、茨木市市民栄誉賞[4]

## 著書
- 『理科はこんなに面白い 身近な自然の不思議』（東京図書出版、2014年）